# Aleksander Fjodorovič Čerbatov
Aleksander Fjodorovič Čerbatov (rusko Алекса́ндр Фёдорович Щерба́тов), ruski general, * 1773, † 1817.
Bil je eden izmed pomembnejših generalov, ki so se borili med Napoleonovo invazijo na Rusijo; posledično je bil njegov portret dodan v Vojaško galerijo Zimskega dvorca.

## Življenje
Leta 1776 je vstopil v Preobraženski polk in 4. maja 1788 je postal poročnik v istem polku. Čez dve leti je bil povišan v višjega majorja in 10. februarja 1792 v podpolkovnika. 
V začetku leta 1796 je bil dodeljen v Voroneški mušketirski polk, s katerim se je udeležil perzijske kampanje; 26. januarja naslednjega leta je bil povišan v polkovnika. Naslednje leto je bil premeščen v konjenico, kjer je postal adjutan velikega princa Konstantina Pavloviča, s katerim se je udeležil italijansko-švicarske kampanje. 
Za zasluge v bojih je bil 7. maja 1799 povišan v generalmajorja ter imenovan za generaladjutanta. 25. marca 1800 pa je bil odpuščen iz vojaške službe zaradi prevare. A po posredovanju carja Aleksandra I. je bil 27. marca 1801 vrnjen v vojaško službo in sicer v Leib huzarski polk. S polkom se je leta 1805 udeležil avstrijske kampanje, nakar pa je naslednje leto ponovno izstopil iz vojaške službe. 
Ob pričetku patriotske vojne leta 1812 je ustanovil dva konjeniška polka milice v Tuli in postal njun poveljnik. Po koncu vojne je bil dodeljen dvornemu hlevu, kjer je postal direktor palačne konjereje. 